# Elf-Rennmaschine

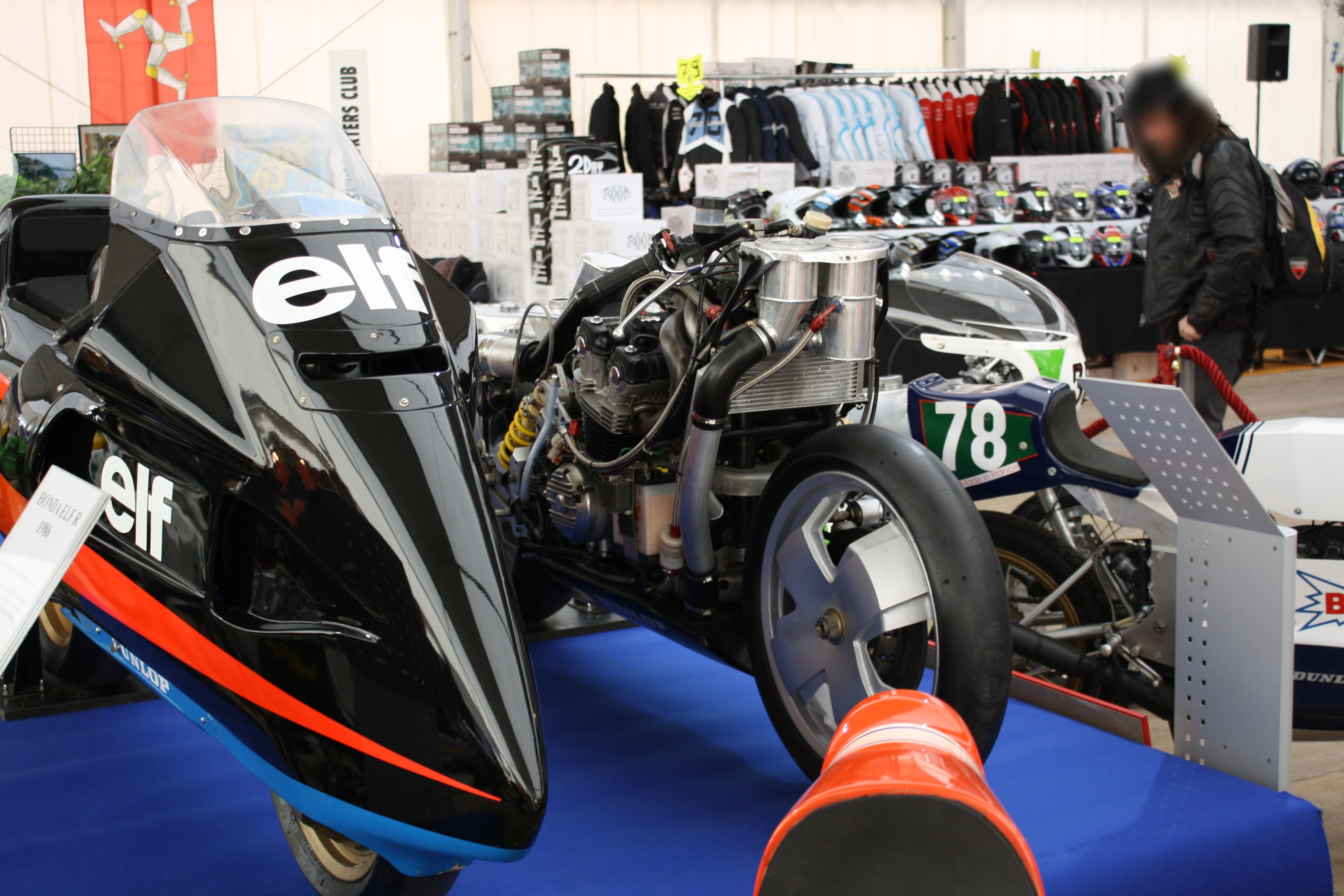
Elf-R (links) und Elf-e, unverkleidet (rechts)

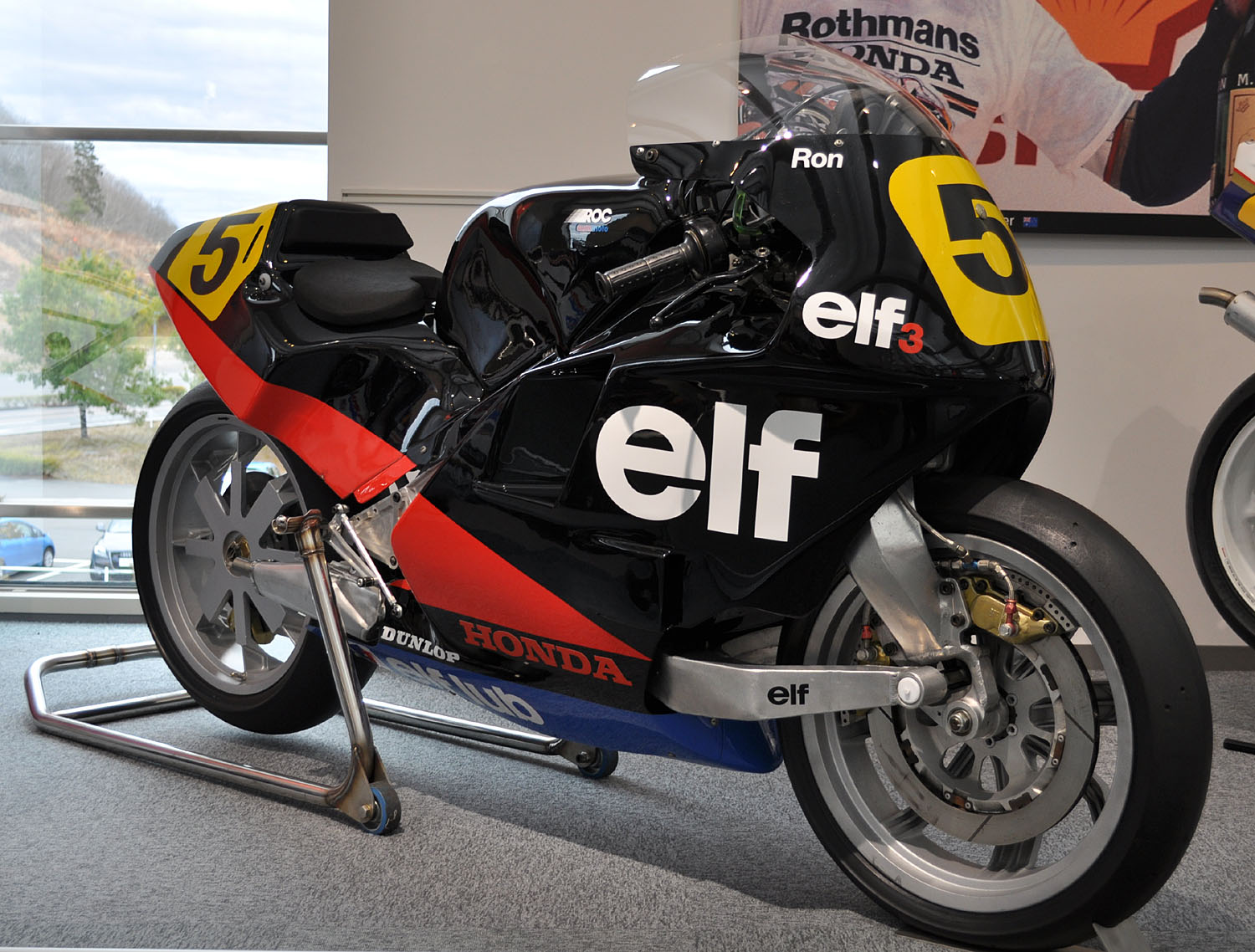
Elf 3 (1986)

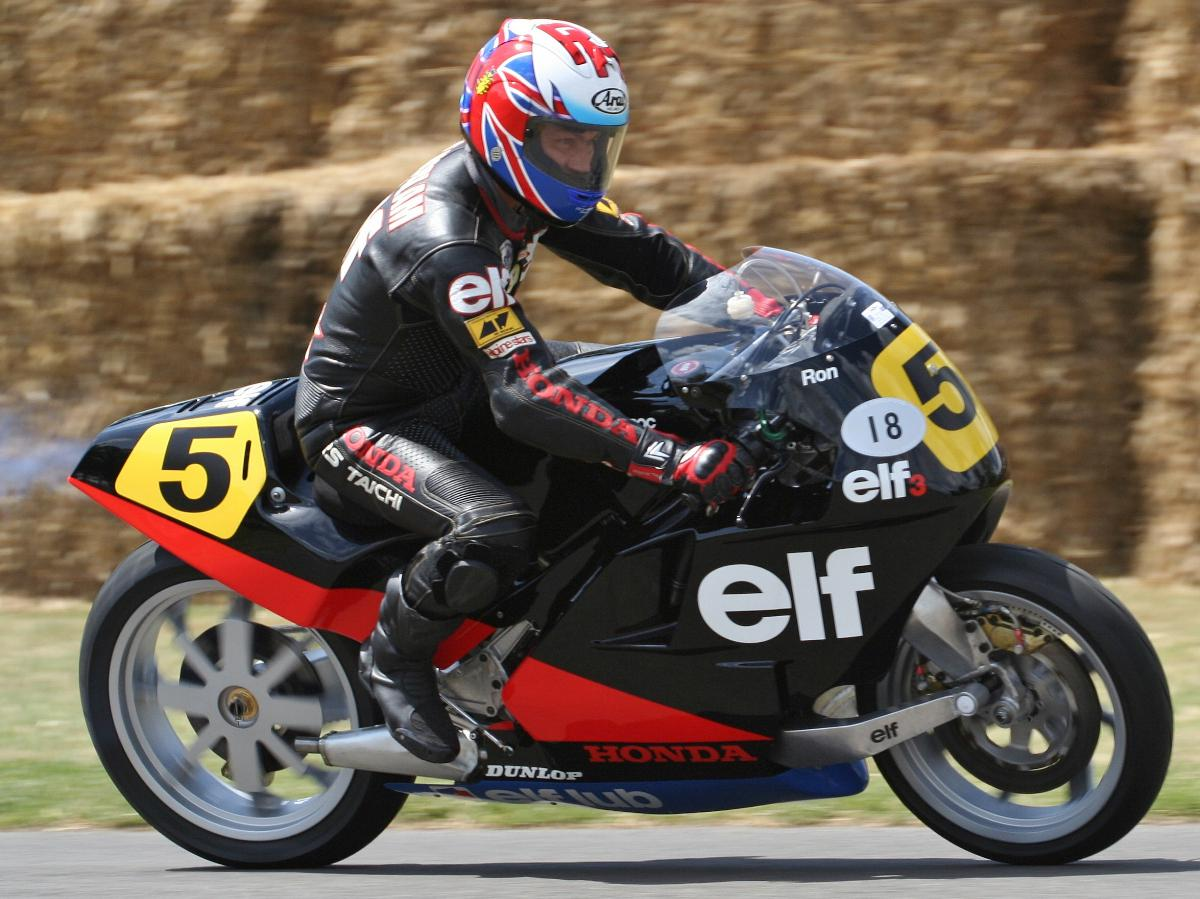
Elf 3 mit Ron Haslam

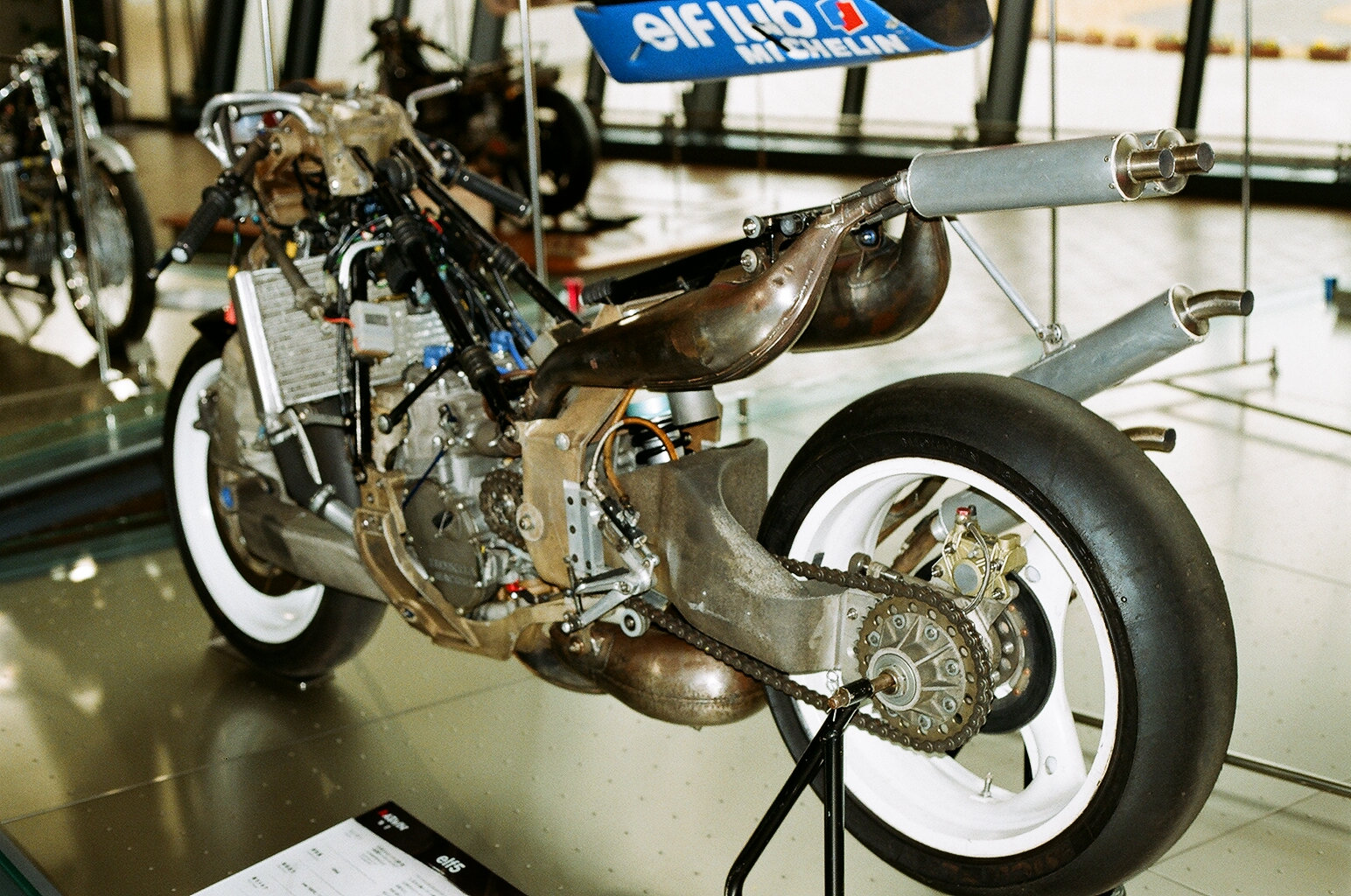
Elf 5 (1988)

Als Elf-Rennmaschine werden verschiedene Experimentalmotorräder bezeichnet, die von 1978 bis 1988 unter Leitung des französischen Konzerns Elf Aquitaine für den Rennsport entwickelt wurden. Kennzeichen aller Elf-Rennmotorräder war eine Achsschenkellenkung. Für die Entwicklung zeichnete anfangs der französische Automobilkonstrukteur André de Cortanze verantwortlich; Honda lieferte später die Motoren und sicherte sich damit die Patente.

## Geschichte und Technik
1978 stellte de Cortanze die Elf-X der Öffentlichkeit vor, ein Rennmotorrad mit Achsschenkellenkung und dem Motor der Yamaha TZ 750, das durch sein geringes Gewicht und eine tiefe Schwerpunktlage wie auch durch die konstruktive Trennung von Radaufhängung und Federung anderen Langstreckenmotorrädern überlegen sein sollte. Testfahrten führte Michel Rougerie durch, ein französischer Motorradrennfahrer.
1979 entschloss sich Honda, auf den Konstrukteur aufmerksam geworden, zu einer Kooperation der Rennabteilung mit de Cortanze zur Entwicklung einer Langstreckenrennmaschine mit dem Motor der Honda RSC 1000. So entstand die Elf-e, das e stand für „Endurance“ (Ausdauer). Im Gegensatz zur Elf-X wurden nun alle folgenden Elf-Rennmaschinen mit Einarmschwinge am Hinterrad gebaut. Der Honda-Motor der Elf-e leistete 125 PS bei 9500/min und verhalf dem 173 kg schweren Motorrad zu einer Höchstgeschwindigkeit von über 280 km/h. Ein aerodynamisch optimierter Ableger der Elf-e wurde 1986 speziell für Rekordfahrten entwickelt. Die Elf-R erreichte am 14. September 1986 auf der Teststrecke von Nardò eine Geschwindigkeit von 321 km/h.

1984 wurde die Elf 2 entwickelt, eine 500-cm³-Rennmaschine, deren Achsschenkellenkung durch Verschieben der Lenkgriffe nach vorne oder hinten „revolutionär“ gesteuert wurde. Werner Schwärzel, der die Elf 2 probeweise fuhr, bezeichnete das mit dem Dreizylindermotor der Honda NSR 500 angetriebene und 115 kg leichte Rennmotorrad als „nicht fahrbar“. 

„Ein Schiebestart ist ausgeschlossen, weil man das Motorrad an der viel zu direkten Lenkung nicht festhalten kann, beim Bremsen verzieht sich die Lenkerposition ebenfalls ganz von selbst.“

1984 schied de Cortanze aus dem Projekt aus, Nachfolger als Entwicklungschef wurde Serge Rosset. 1985 wurde die Elf 3 vorgestellt, bei der wiederum der Honda-Dreizylindermotor mit 137 PS bei 11.400/min für den Antrieb sorgte. Die Elf 3 war im Gegensatz zur Elf 2 auf Fahrbarkeit ausgelegt; mit einem Radstand von 1450 mm und einem Lenkkopfwinkel von 68 Grad. Als Testfahrer wurde Ron Haslam verpflichtet, der die (trocken) 119 kg wiegende Elf 3 in der Motorrad-Weltmeisterschaft 1986 auf den neunten Gesamtplatz der Halbliterklasse führen konnte. 1986 gelang Haslam außerdem der Sieg mit der Elf 3 beim Macau Grand Prix.
In der Motorrad-WM-Saison 1987 errang Haslam mit der Elf 4 (nun mit Vierzylindermotor) den vierten Gesamtplatz in der Klasse bis 500 cm³, dritte Plätze beim Großen Preis von Spanien in und beim Großen Preis von Deutschland waren seine besten Ergebnisse. Dazu konnte er seinen Sieg beim Macau Grand Prix vom Vorjahr wiederholen. Die letzte Variante, die 1988 gebaute Elf 5, wurde mit einem aus Magnesium bestehenden Rahmen dem Ruf als Experimentalmotorrad mehr als gerecht.
Den Durchbruch konnte keine der Elf-Rennmaschinen erzielen. Die ungewohnte Art, die Lenkkommandos auf das Vorderrad zu übertragen, führte zu einer nicht gewohnten Umstellung des Fahrstils bei den Piloten. Der Vorteil der Experimentalmotorräder durch die optimale Trennung der Radaufhängung von der Federung wurde auf der anderen Seite durch die größeren ungefederten Massen zum Nachteil. Das Projekt wurde 1988 von Elf eingestellt.

„Uns ging es in erster Linie lediglich darum, den Namen der Firma zusammen mit Zukunftstechnologien im Gespräch zu halten.“

| Bezeichnung | Baujahr   | Hersteller (Motor) | Motor                      | Hubraum | Leistung |  |
| ----------- | --------- | ------------------ | -------------------------- | ------- | -------- |  |
| Elf-X       | 1978      | Yamaha             | Vierzylinder-Zweitaktmotor | 747 cm³ | 120 PS   |  |
| Elf-e       | 1979–1983 | Honda              | Vierzylinder-Viertaktmotor | 999 cm³ | 125 PS   |  |
| Elf 2       | 1984      | Honda              | Dreizylinder-Zweitaktmotor | 499 cm³ | 120 PS   |  |
| Elf 3       | 1985      | Honda              | Dreizylinder-Zweitaktmotor | 499 cm³ | 137 PS   |  |
| Elf-R       | 1986      | Honda              | Vierzylinder-Viertaktmotor | 999 cm³ | 125 PS   |  |
| Elf 4       | 1987      | Honda              | Vierzylinder-Zweitaktmotor | 499 cm³ | 140 PS   |  |
| Elf 5       | 1988      | Honda              | Vierzylinder-Zweitaktmotor | 499 cm³ | 140 PS   |  |